# Südafrikanische Formel-1-Meisterschaft 1975
Die Südafrikanische Formel-1-Meisterschaft 1975 war die 15. und letzte Saison dieser regionalen, im südlichen Afrika ausgetragenen Automobilsportserie, deren grundlegendes Reglement auf der Formel-1-Weltmeisterschaft basierte, deren Rennen aber keinen Weltmeisterschaftsstatus hatten. In neun Rennen wurde in der Zeit vom Februar bis Oktober 1975 der südafrikanische Formel-1-Meister gekürt.

## Die Meisterschaft
Über die Saison führten Dave Charlton und Ian Scheckter, der ältere Bruder des späteren Formel-1-Weltmeisters Jody Scheckter, ein enges Duell um die Meisterschaft, das letztendlich zugunsten Charltons entschieden wurde. Er gewann zum sechsten und letzten Mal den Titel. Die Rennserie kämpfte seit den frühen 1970er-Jahren aufgrund stark gestiegener Kosten mit geringen Teilnehmerzahlen und entsprechend nachlassendem Zuschauerinteresse. Auch eine Startberechtigung für Fahrzeuge der Formel 5000 sowie Formel 2 brachte nicht die erhoffte Kehrtwende. Zum Motorsportjahr 1976 wurde die Meisterschaft schließlich durch die neu begründete, kostengünstigere südafrikanische Formel-Atlantic-Meisterschaft ersetzt.

## Teams und Fahrer
Es traten insgesamt 14 Fahrer zur Meisterschaft an, eingesetzt wurden ausschließlich importierte Formel-1-, Formel-2- und Formel-5000-Rennwagen britischer Hersteller. Es gab keine Werksteams.
| Team                            | Typ   | Konstrukteur | Chassis | Motor        | Nr. | Fahrer          | Rennen   |
| ------------------------------- | ----- | ------------ | ------- | ------------ | --- | --------------- | -------- |
| Lucky Strike Scuderia Scribante | F1    | McLaren      | M23     | Cosworth DFV | 1   | Dave Charlton   | 1-9      |
| Lexington Racing                | F1    | Tyrrell      | 007     | Cosworth DFV | 4   | Ian Scheckter   | 1-9      |
| Lexington Racing                | F2    | Chevron      | B25     | Cosworth FVC | 12  | Roy Klomfass    | 1-9      |
| Team Gunston                    | F1    | Lotus        | 72D     | Cosworth DFV | 5   | Eddie Keizan    | 1-9      |
| Team Gunston                    | F1    | Lotus        | 72D     | Cosworth DFV | 6   | Guy Tunmer      | 1-3, 5-9 |
| Team Gunston                    | F2    | Chevron      | B25     | Cosworth FVC | 6   | Guy Tunmer      | 4        |
| Team Domingo                    | F1    | Brabham      | BT33    | Cosworth DFV | 7   | Mike Domingo    | 1-9      |
| Team Domingo                    | F1    | Surtees      | TS9B    | Cosworth DFV | 8   | Joe Domingo     | 1-8      |
| South Coast Motors              | F2    | Chevron      | B25     | Hart BDA     | 15  | Tony Martin     | 1-9      |
| Garry Ainscough                 | F2    | Lotus        | 69      | Cosworth BD  | 16  | Garry Ainscough | 4-9      |
| Andre Verwey                    | F2    | March        | 722     | Cosworth FVC | 18  | Andre Verwey    | 8-9      |
| Power Developments              | F5000 | McLaren      | M10B    | Chevrolet V8 | 20  | Nolly Limberis  | 2-9      |
| David Hart                      | F5000 | Surtees      | TS8     | Cosworth DFV | 22  | David Hart      | 2, 4-9   |
| Boet Pelser                     | F5000 | McLaren      | M10B    | Cosworth DFV | 24  | Boet Pelser     | 2-3      |
| Boet Pelser                     | F5000 | McLaren      | M10B    | Cosworth DFV | 25  | Len Booysen     | 4-9      |

## Rennkalender
Die Saison begann am 8. Februar mit der Cape South Easter Trophy und endete am 4. Oktober nach neun Rennen mit der Rand Spring Trophy. Alle Rennen wurden in der Republik Südafrika ausgetragen.
| Nr. | Datum        | Rennen                       | Strecke                                   | Distanz (km) | Pole-Position | Schnellste Rennrunde | Sieger        | Gesamtführender |
| --- | ------------ | ---------------------------- | ----------------------------------------- | ------------ | ------------- | -------------------- | ------------- | --------------- |
| 1   | 8. Februar   | Cape South Easter Trophy     | Killarney Motor Racing Circuit (Kapstadt) | 130,680 km   | Ian Scheckter | nicht bekannt        | Dave Charlton | Dave Charlton   |
| 2   | 22. März     | Goldfields 100               | Goldfields Raceway (Odendaalsrus)         | 133,376 km   | Dave Charlton | Dave Charlton        | Ian Scheckter | Ian Scheckter   |
| 3   | 29. März     | Natal Mercury 100            | Roy Hesketh Circuit (Pietermaritzburg)    | 116,040 km   | Ian Scheckter | nicht bekannt        | Ian Scheckter | Ian Scheckter   |
| 4   | 3. Mai       | Brandkop Winter Trophy       | Brandkop Circuit (Bloemfontein)           | 135,800 km   | Ian Scheckter | nicht bekannt        | Ian Scheckter | Ian Scheckter   |
| 5   | 31. Mai      | South Africa Republic Trophy | Kyalami Grand Prix Circuit (Midrand)      | 131,008 km   | Ian Scheckter | nicht bekannt        | Ian Scheckter | Ian Scheckter   |
| 6   | 5. Juli      | False Bay 100                | Killarney Motor Racing Circuit (Kapstadt) | 130,680 km   | Ian Scheckter | nicht bekannt        | Guy Tunmer    | Ian Scheckter   |
| 7   | 26. Juli     | Rand Winter Trophy           | Kyalami Grand Prix Circuit (Midrand)      | 131,008 km   | Ian Scheckter | Ian Scheckter        | Ian Scheckter | Ian Scheckter   |
| 8   | 1. September | Natal Winter Trophy          | Roy Hesketh Circuit (Pietermaritzburg)    | 116,040 km   | Ian Scheckter | nicht bekannt        | Dave Charlton | Dave Charlton   |
| 9   | 4. Oktober   | Rand Spring Trophy           | Kyalami Grand Prix Circuit (Midrand)      | 131,008 km   | Ian Scheckter | nicht bekannt        | Ian Scheckter | Dave Charlton   |

## Weltmeisterschaftswertung
| Platz  | 1  | 2 | 3 | 4 | 5 | 6 |
| Punkte | 10 | 8 | 6 | 4 | 3 | 2 |

Für die Wertung wurden die ersten sechs Fahrer eines Rennens berücksichtigt. Im Gegensatz zur Formel-1-Weltmeisterschaft standen Fahrern, die das Rennen vorzeitig beenden mussten, aber auf einem der ersten sechs Plätze gewertet wurden, keine Punkte zu. Eine Konstrukteursmeisterschaft wurde nicht ausgetragen.

### Fahrerwertung
| Pos. | Fahrer       | Konstrukteur      | KIL | GOL | PIE | BRA | KYA | KIL | KYA | PIE | KYA | Punkte |
| 01   | D. Charlton  | McLaren-Cosworth  | 1   | DSQ | 2   | 2   | 2   | 2   | 2   | 1   | 2   | 68     |
| 02   | I. Scheckter | Tyrrell-Cosworth  | DNF | 1   | 1   | 1   | 1   | 5   | 1   | DNF | 1   | 63     |
| 03   | G. Tunmer    | Lotus-Cosworth    | 2   | 2   | DNF |     | 3   | 1   | DNF | 9   | 3   | 38     |
| 03   | G. Tunmer    | Chevron-Cosworth  |     |     |     | DNF |     |     |     |     |     | 38     |
| 04   | T. Martin    | Chevron-Cosworth  | DNF | 4   | 4   | 3   | 5   | 3   | DNQ | 3   | DNF | 29     |
| 05   | M. Domingo   | Brabham-Cosworth  | DNF | 3   | DNF | 5   | 4   | 6   | 4   | 6   | 9   | 25     |
| 06   | E. Keizan    | Lotus-Cosworth    | DNF | DNF | 3   | DNF | DNF | 4   | 3   | 2   | DNS | 24     |
| 07   | J. Domingo   | Surtees-Cosworth  | 4   | 5   | 5   | 6   | 6   | DNF | 5   | 4   |     | 17     |
| 08   | R. Klomfass  | Chevron-Cosworth  | 3   | DNF | 6   | 4   | DNF | DNF | DNF | DNF | 5   | 15     |
| 09   | L. Booysen   | McLaren-Cosworth  |     |     |     | DNF | 7   |     | 6   | 5   | 4   | 9      |
| 010  | N. Limberis  | McLaren-Chevrolet | DNS | 6   | 7   | 7   | 9   | 7   | 7   | DNF | 6   | 4      |
| NC   | A. Verwey    | March-Cosworth    |     |     |     |     |     |     |     | 7   | DNF | 0      |
| NC   | D. Hart      | Surtees-Cosworth  |     | DNS |     | DNS | 8   | DNF | 8   | DNF | 8   | 0      |
| NC   | G. Ainscough | Lotus-Cosworth    |     |     |     | DNF | 10  | DNF | DNF | 8   | 7   | 0      |
| NC   | B. Pelser    | McLaren-Cosworth  |     | 7   | DNQ |     |     |     |     |     |     | 0      |

| Legende  | Legende            | Legende                                                          |
| Farbe    | Abkürzung          | Bedeutung                                                        |
| -------- | ------------------ | ---------------------------------------------------------------- |
| Gold     | –                  | Sieg                                                             |
| Silber   | –                  | 2. Platz                                                         |
| Bronze   | –                  | 3. Platz                                                         |
| Grün     | –                  | Platzierung in den Punkten                                       |
| Blau     | –                  | Klassifiziert außerhalb der Punkteränge                          |
| Violett  | DNF                | Rennen nicht beendet (did not finish)                            |
| Violett  | NC                 | nicht klassifiziert (not classified)                             |
| Rot      | DNQ                | nicht qualifiziert (did not qualify)                             |
| Rot      | DNPQ               | in Vorqualifikation gescheitert (did not pre-qualify)            |
| Schwarz  | DSQ                | disqualifiziert (disqualified)                                   |
| Weiß     | DNS                | nicht am Start (did not start)                                   |
| Weiß     | WD                 | zurückgezogen (withdrawn)                                        |
| Hellblau | PO                 | nur am Training teilgenommen (practiced only)                    |
| Hellblau | TD                 | Freitags-Testfahrer (test driver)                                |
| ohne     | DNP                | nicht am Training teilgenommen (did not practice)                |
| ohne     | INJ                | verletzt oder krank (injured)                                    |
| ohne     | EX                 | ausgeschlossen (excluded)                                        |
| ohne     | DNA                | nicht erschienen (did not arrive)                                |
| ohne     | C                  | Rennen abgesagt (cancelled)                                      |
| ohne     | keine WM-Teilnahme |                                                                  |
| sonstige | P/fett             | Pole-Position                                                    |
| sonstige | 1/2/3/4/5/6/7/8    | Punktplatzierung im Sprint-/Qualifikationsrennen                 |
| sonstige | SR/kursiv          | Schnellste Rennrunde                                             |
| sonstige | *                  | nicht im Ziel, aufgrund der zurückgelegten Distanz aber gewertet |
| sonstige | ()                 | Streichresultate                                                 |
| sonstige | unterstrichen      | Führender in der Gesamtwertung                                   |